# Amaioua brevidentata
Amaioua brevidentata är en måreväxtart som beskrevs av Julian Alfred Steyermark. Amaioua brevidentata ingår i släktet Amaioua och familjen måreväxter. Inga underarter finns listade i Catalogue of Life.